# Videm pri Ptuju
Videm pri Ptuju – wieś w Słowenii, siedziba gminy Videm. W 2018 roku liczyła 452 mieszkańców.